# Tania Australis
Tania Australis es el nombre de la estrella μ Ursae Majoris (μ UMa / 34 Ursae Majoris), la octava más brillante de la constelación de la Osa Mayor, con una magnitud aparente de +3,08. Su nombre proviene tanto del árabe como del latín. La palabra Tania («segundo») proviene del árabe y hace referencia al «segundo salto», ya que para los antiguos árabes, las estrellas que nosotros asociamos con las patas de la osa eran las huellas de gacelas saltando. La palabra Australis, proveniente del latín, alude a su condición de estrella del sur, para diferenciarla de Tania Borealis (λ Ursae Majoris), situada al norte.
Distante 249 años luz del sistema solar, Tania Australis es una gigante roja de tipo espectral M0III, cuya luminosidad —teniendo en cuenta una importante proporción de radiación emitida en el infrarrojo— es 850 veces mayor que la del Sol. Su radio es 62 veces más grande que el radio solar. Habiendo consumido el hidrógeno en su interior, el núcleo de helio está contrayéndose, y en breve se iniciará la fusión del helio en carbono, estabilizándose como una gigante de tipo K.
Análisis espectroscópicos han revelado que Tania Australis es una estrella binaria, cuya compañera, de la que nada se sabe, se mueve a 1,5 UA de la estrella principal con un período orbital de 230 días. Catalogada como binaria eclipsante, el brillo de Tania Australis varía entre magnitud +2,99 y +3,33.